# Nguyễn Thế Hùng
Nguyễn Thế Hùng có thể là:
- Nguyễn Thế Hùng (phi công): phi công Nguyễn Thế Hùng, trung úy Không quân Nhân dân Việt Nam, Anh hùng Lực lượng vũ trang nhân dân;
- Nguyễn Thế Hùng (giáo sư): Giáo sư Tiến sĩ Nguyễn Thế Hùng, giảng viên Trường Đại học Bách khoa, Đại học Đà Nẵng, người cùng với Giáo sư Nguyễn Huệ Chi, nhà giáo Phạm Toàn sáng lập trang mạng Bauxite Việt Nam - thông tin trao đổi về vấn đề khai thác bauxite ở Việt Nam, tiếng nói phản biện nhiều mặt của người trí thức.
- Nguyễn Thế Hùng (chính khách): Nguyên Phó chủ tịch UBND thành phố Hà Nội, người bị Phó thủ tướng thường trực Phạm Bình Minh ký quyết định thi hành kỷ luật bằng hình thức cảnh cáo ngày 19 tháng 10 năm 2021.